# Kakarhati
Kakarhati è una suddivisione dell'India, classificata come nagar panchayat, di 7.096 abitanti, situata nel distretto di Panna, nello stato federato del Madhya Pradesh. In base al numero di abitanti la città rientra nella classe V (da 5.000 a 9.999 persone).

## Geografia fisica
La città è situata a 24° 35' 49 N e 80° 14' 22 E.

## Società

### Evoluzione demografica
Al censimento del 2001 la popolazione di Kakarhati assommava a 7.096 persone, delle quali 3.784 maschi e 3.312 femmine. I bambini di età inferiore o uguale ai sei anni assommavano a 1.326, dei quali 692 maschi e 634 femmine. Infine, coloro che erano in grado di saper almeno leggere e scrivere erano 3.589, dei quali 2.266 maschi e 1.323 femmine.